# Gwiazdka Laury i tajemniczy smok Nian
Gwiazdka Laury i tajemniczy smok Nian (niem. Lauras Stern und der geheimnisvolle Drache Nian) – niemiecki film animowany z 2009 roku w reżyserii Pieta de Ryckera i Thilo Rothkircha. Scenariusz filmu powstał na podstawie książek Klausa Baumgarta.

## Opis fabuły
Siedmioletnia Laura Stern wyjeżdża z rodzicami do Chin. Matka dziewczynki ma tam wystąpić podczas koncertu z okazji Nowego Roku. Laura źle się czuje w obcym miejscu, z dala od przyjaciół. Doskwierają jej samotność i tęsknota za domem. Pewnego dnia dzięki pomocy spadającej gwiazdy poznaje sympatyczną Chinkę Ling-Ling. Dziewczynki szybko znajdują wspólny język i stają się przyjaciółkami.

## Obsada
- Annabel Wolf – Laura
- Mariann Schneider – Ling-Ling
- Dirk Bach – smok Nian
- Sandro Iannotta – Tommy
- Heinrich Schafmeister – ojciec Laury

i inni